# Wiwilí de Jinotega
Wiwilí de Jinotega é um município da Nicarágua, situado no departamento de Jinotega. Tem 2,370 km² de área e sua população em 2020 foi estimada em 89.039 habitantes.